# Lejops annulipes
Lejops annulipes är en tvåvingeart som först beskrevs av Macquart 1850.  Lejops annulipes ingår i släktet sävblomflugor, och familjen blomflugor. Inga underarter finns listade i Catalogue of Life.